# Mueller & Irmãos LTDA
A fundição Mueller & Irmãos LTDA, também conhecida por Mueller & Filhos, Mueller Irmãos & Cia e Fábrica Marumby, foi fundada por Gottlieb Mueller em novembro de 1878 em Curitiba, tendo encerrado suas atividades em 1990. Hoje o prédio da antiga fundição dá lugar ao Shopping Mueller.
Em 1879, Gottlieb criou a Caixa Mútua, tendo em vista distribuir assistências médica, farmacêutica e dentária, além de garantir 15 dias de férias remuneradas por ano a seus operários, sendo uma iniciativa pioneira da Previdência Social no Brasil.
Em seu centenário, a companhia contava com 600 funcionários e produzia em torno de 1000 toneladas de ferro lingotado por mês.